# Herb gminy Wiśniowa (województwo małopolskie)
Herb gminy Wiśniowa – jeden z symboli gminy Wiśniowa, ustanowiony 31 marca 2005.

## Wygląd i symbolika
Herb przedstawia na tarczy w polu niebieskim siedząca na srebrnym (białym) koniu postać świętego Marcina w zbroi takiegoż koloru prawą ręką uzbrojoną w srebrny miecz ze złotą (żółtą) rękojeścią przecinającego swój czerwony płaszcz trzymany w uniesionej lewej ręce. Koń z uniesioną lewą, przednią nogą stąpa w heraldycznie prawą stronę, święty Marcin zwrócony w prawą stronę, z twarzą en face. Pod koniem w pozycji klęczącej na ziemi, zwrócony w lewą stronę, półnagi żebrak z wyciągniętymi w górę rękoma. Głowę świętego otacza złoty nimb. Uprząż konia i okrycie żebraka złote. W głowie tarczy herbowej dwie ośmiopromienne komety ogonami do siebie w pas złote. 
Postać świętego nawiązuje do patrona średniowiecznej parafii w Wiśniowej. Dwie komety nawiązują do istniejącego w okresie międzywojennym na górze Lubomir pierwszego w Polsce obserwatorium astronomicznego, wykorzystywanego przez astronomów Uniwersytetu Jagiellońskiego.